# Epenet
Epenet (en llatí Epaenetus, en grec antic Ἐπαίνετος) fou un escriptor grec que va escriure sobre cuina i és esmentat sovint per Ateneu. Va escriure les obres Sobre peixos (Περὶπ Ἰχθίων) i Sobre l'art de la cuina (Ὄψαρτντικός). La seva època és incerta.